# Māris Bružiks
Māris Bružiks (Pļaviņas, RSS da Letónia, 25 de agosto de 1962) é um antigo atleta de triplo salto que representava a União Soviética e mais tarde a Letónia, após a independência deste país em 1991.
Foi campeão europeu de pista coberta em 1986, batendo um recorde dos campeonatos (17.54 m) que duraria até 2002. No ano de 1988, em Riga, estabeleceu a sua melhor marca ao ar livre, ao realizar um salto de 17.56 m, que ainda hoje constitui o recorde do seu país.
Em 1993 foi medalha de prata nos Campeonatos Mundiais em Pista Coberta, disputados em Toronto, no Canadá.
Foi campeão da Letónia por seis vezes, nos períodos de 1992 a 1995 e 1997-1998.
Bružiks foi um dos técnicos da equipa feminina de basquetebol da Letónia nos Jogos Olímpicos de Verão de 2008, em Beijing.